# Jankiel Gutsztadt
Jankiel Gutsztadt (ur. 15 października 1817 w Drobinie w powiecie płockim, zm. 11 sierpnia 1890 w Łodzi) – polski kupiec pochodzenia żydowskiego, właściciel pierwszej księgarni w Łodzi.
Syn Lejzora i Frajdy z Wiłkowiczów.
W latach 30. XIX w. prawdopodobnie mieszkał w Uniejowie, skąd przeniósł się do Łodzi i na Starym Mieście – prawdopodobnie od 1848 r. a z pewnością w 1855 r. – prowadził przy ul. Nowomiejskiej sklep z wyrobami włókienniczymi (w którym sprzedawał książki w języku jidysz, polskim i niemieckim na podstawie zezwolenia z 1848 r.) powoli przekształcany w księgarnię. Była to prawdopodobnie pierwsza księgarnia w Łodzi. Księgarnia miała również dział antykwaryczny i wypożyczalnię książek i wkrótce została przeniesiona na ul. Piotrkowską 75. Jak informował w 1850 r. Prezydent m. Łodzi Franciszek Traeger była „od rządu upoważniona" i posiadała dzieła klasyczne „i do czytania" w liczbie 310.
Był prawdopodobnie właścicielem domu przy ul. Wschodniej i członkiem Zgromadzenia Kupców m. Łodzi, wpisanym do ksiąg 9 maja 1854 r. jako kupiec mający 1500 rubli majątku.
Widocznie księgarnia nie przynosiła dochodów, bo w 1858 r. została zlikwidowana a jej właściciel zbankrutował. W 1860 r., gdy zajęto mu ruchomości, wśród przedmiotów, które pozostały, spis wykazał 825 „książek do czytania polskich i niemieckich mocno zużytych", zapewne pozostałość po wypożyczalni lub dziale antykwarycznym. W 1863 r. został osadzony w łęczyckim więzieniu, prawdopodobnie jako niewypłacalny dłużnik.
Zmarł w 1890 r. w Łodzi w wieku 73 lata i został pochowany na starym cmentarzu żydowskim przy ul. Wesołej.
Żonaty z Chają Koziebrodek (ur. 25 maja 1817 r.) i po raz wtóry z Libą Ruchlą (1819–1892) z Kochanowskich, miał siedmioro dzieci, w tym synów: Abrama (ur. 1841) i Moszka (Mośka) Nutę (ur. 1837), ojca znanych w Łodzi właścicieli drukarni: Abrama Majera (1853–1924) i Lajzera (1857–1939) Gutsztadów. Obaj zostali pochowani na nowym cmentarzu żydowskim przy ul. Brackiej w Łodzi.